# Casabianca (S603)
Pour les articles homonymes, voir Casabianca.
Le Casabianca est un sous-marin nucléaire d'attaque (SNA) de type Rubis de la Marine nationale française. 
C'est le troisième exemplaire d'une série de six sous-marins construits par la Direction des constructions et armes navales.

## Historique
Contrairement à ses cinq navires-frères, il ne porte pas un nom de pierre précieuse (il devait s'appeler « Aigue-marine » à l'origine), mais perpétue le nom du sous-marin Casabianca (Q183) qui a choisi de s'évader de Toulon, lors du sabordage de la flotte le 27 novembre 1942, pour continuer le combat avec les Alliés. Il s'est distingué en Méditerranée, sous les ordres du capitaine de frégate Jean L'Herminier, notamment en participant à la libération de la Corse.
Il a été mis en chantier en 1981 à l'arsenal de Cherbourg, lancé en 1984 et admis au service actif en 1987. Il est affecté à l'escadrille des sous-marins nucléaires d'attaque (ESNA) et basé à Toulon. Sa ville marraine est Moulins depuis le 25 avril 1992 et est l'unité marraine du centre de Préparation Militaire Marine de Roanne. Le Casabianca, de retour le 15 février 2019 à Toulon après avoir bouclé 137 jours de déploiement et 2 678 heures de plongée, a effectué un record pour les forces sous-marines françaises.
Après un ultime accostage à la base navale de Cherbourg le 4 septembre 2023, il est désarmé le 28 septembre 2023.
Les villes de Cherbourg et Toulon souhaitent le transformer en bateau-musée.

## Caractéristiques

### Navigation
Le Casabianca est équipé de deux centrales de navigation inertielle SIGMA 40 XP à technologie Gyrolaser (Ring Laser Gyro) créées par Sagem pour les sous-marins de type SNA. 

## Galerie photo

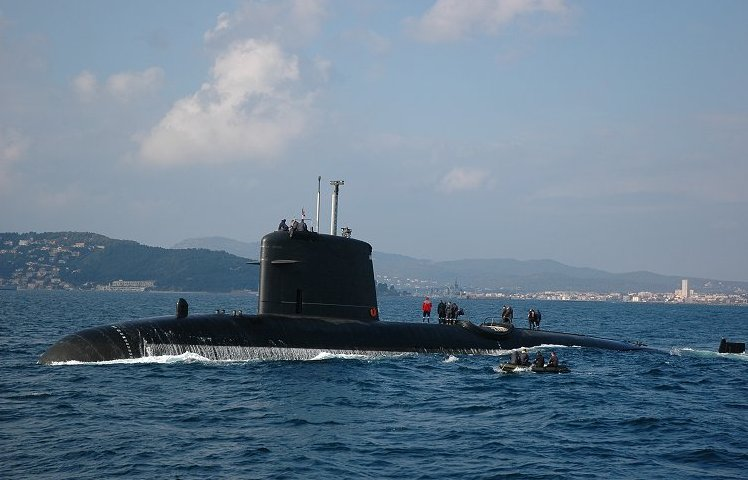
Le Casabianca appareille de Toulon le 5 avril 2005 pour participer à l'exercice Trident d'Or.
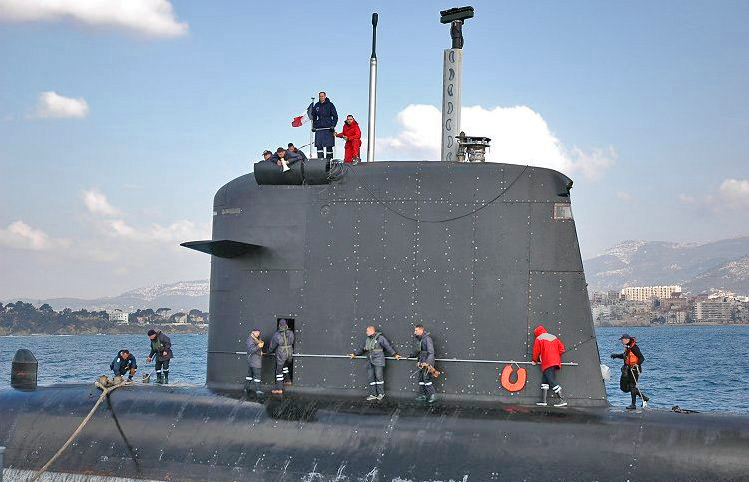
5 avril 2005 : appareillage pour Trident d'Or.
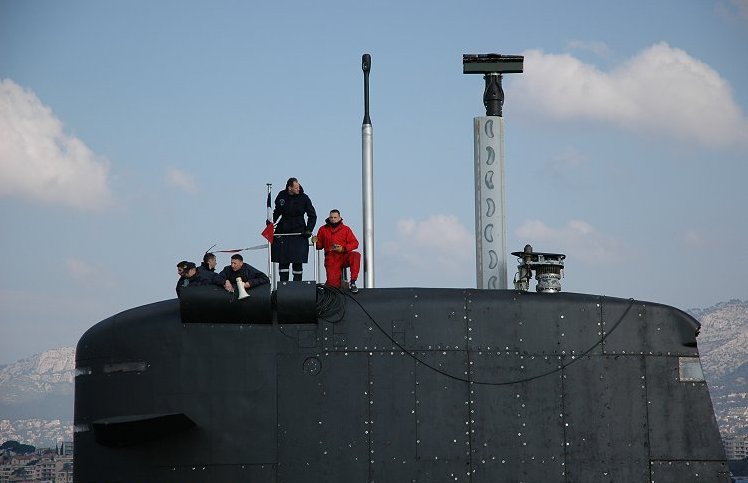
5 avril 2005 : appareillage pour Trident d'Or.
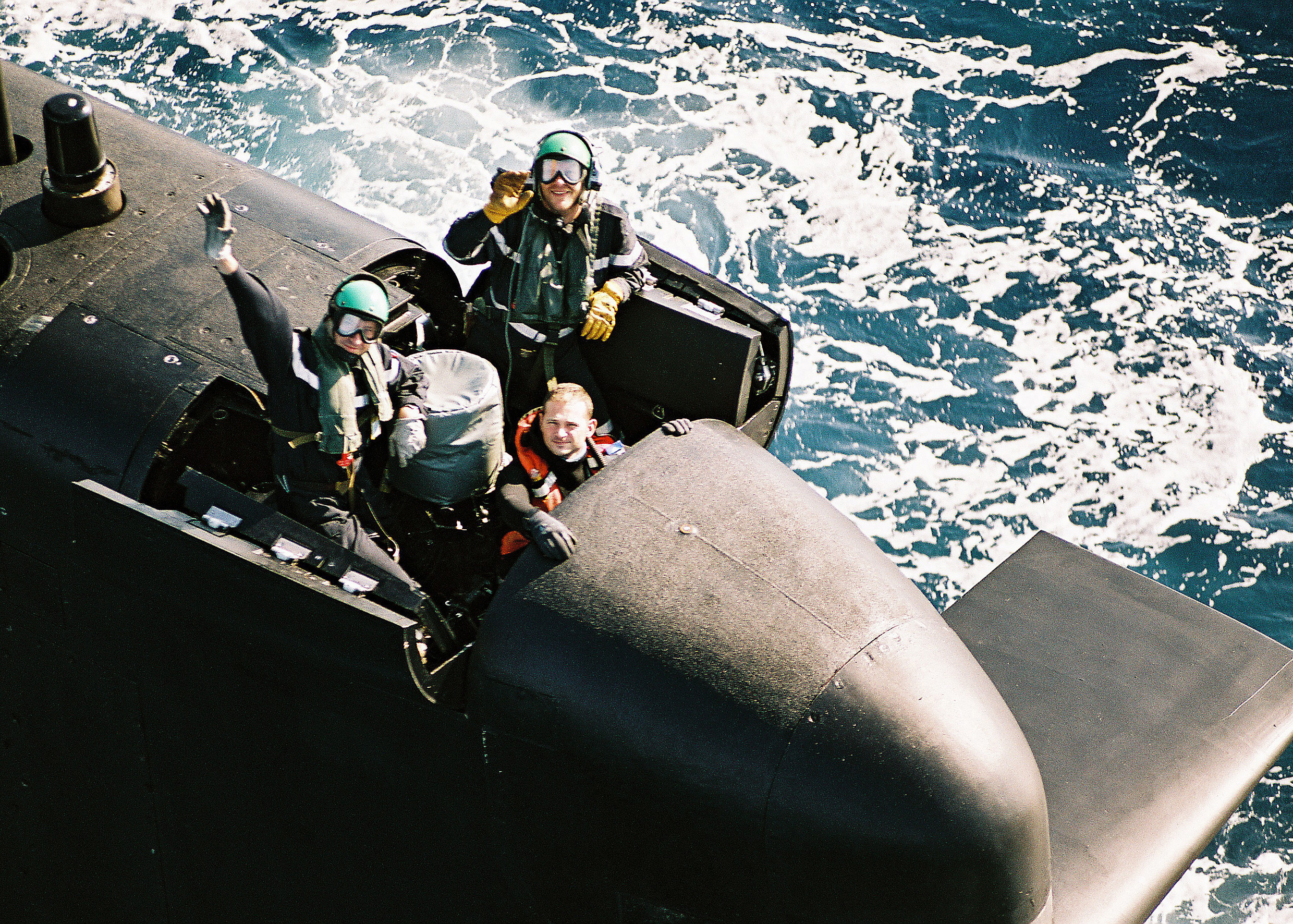
Helitreuillage de personnel par un Super Frelon de la flottille 32F basée à la BAN de Hyères.